# Eliodoro Camacho
Eliodoro Camacho (1831 - 1899) foi um notável boliviano político , o líder e fundador do Partido Liberal e candidato presidencial. A Província de Eliodoro Camacho  foi nomeada em sua homenagem. Camacho nasceu em Inquisivi , Departamento de La Paz, mas cresceu em Cochabamba . Ele fundou o Partido Liberal, que reivindicava a liberdade de religião, uma separação mais rigorosa entre a Igreja e o Estado, a aceitação legal de uniões civis e divórcio, e o cumprimento estrito dos procedimentos democráticos. Camacho também participou como oficial entre os anos 1879-1880 da Guerra do Pacífico contra o Chile , e mais tarde desempenhou um papel fundamental na Convenção Constitucional de 1880. Após o estabelecimento da nova ordem do pós-guerra (que ele mesmo formulou, juntamente com o líder do Partido Conservador,  Aniceto Arce), liderou a oposição contra os conservadores. Ele concorreu à presidência em 1884, 1888, e 1892.
Depois de três derrotas eleitorais consecutivas, Camacho retirou-se da liderança do Partido Liberal, em 1894, entregando-a a José Manuel Pando. Sob o comando de Pando, os Liberais viriam a conquistar o poder em 1899 e dominar a política da Bolívia até 1920, bem como manter-se um dos partidos mais importantes do país até quase meados do Século XX. Eliodoro Camacho morreu em  1899.